# 変人類学研究所
変人類学研究所は、国立大学法人東京学芸大学が株式会社FIREBUGと具体的教育プログラムの構築を探る実践型研究機関でNPO法人東京学芸大こども未来研究所が事務を務める。
誰もが保持する生得的で個別の潜在能力・創造力を維持し、伸ばすための方法を模索するための、実践型の研究機関。幼少期に最も高いと想定される、常識にとらわれない豊かな発想を基盤とした思考力・行動力（＝「変差値」）が維持・拡張されていくメカニズムを解明し、具体的な教育プログラムとして構築していくことを目的としている。

## 沿革
2017年　東京学芸大学とFIREBUGが共同研究を開始する。
2018年　東京学芸大こども未来研究内に事務局を設ける。
2019年　東京学芸大学と株式会社Mistletoeのプロジェクトexplaygroundとしても活動を始める。
2023年　変人類学研究所と山陰Panasonicおよび松下政経塾との共同研究が開始される。

## 活動理念
変な人類学（変・人類学）で、変人のあり方を解明する学術的営為（変人類・学）でもあり、異常性、マージナリティ（境界性）、マイノリティの特異な視点を研究し、現代社会に適合する次世代のクリエイティブ教育（＝「変人教育」）の構築を探る。
誰の中にも潜んでいる「異質性」こそが、次世代の社会構築とイノベーションの源泉であるとし、誰もが「変人」となる世界を作るムーヴメントを起こすことも目的とされる。

## 研究方法
おもに、変人教育（Henducation）・変人環境（Henvironment）のための理論構築、ライフヒストリー研究、フィールドワーク手法、エスノグラフィーなどを用いる。さまざまな（ビジネス、教育界との）共同研究を通じた、次世代の創造的社会の構築を目指す。

## 活動記録・広報
- 2017年
  - 2月24日 変人類学研究所を開所する。
  - 6月12日　ニッポン放送｢土屋礼央 レオなるど｣に出演。
  - 7月13日　TOKYO FM「Simple Style オヒルノオト」に出演。
- 2018年
  - 1月4日 ニッポン放送｢土屋礼央 レオなるど｣。
  - 2月19日 博報堂広報誌『広告』vol.409。
  - 3月2日　超異分野学会本大会シンポジウム「変人を科学する！＜偏差値＞ならぬ＜変差値＞は高められるのか？！」
  - 12月6日 『CREDUON』12月号連載開始。

- 2019年
  - 7月6日 Atlya NEWAGE Cafe アトリアニューエイジカフェVol.3「多様性×コミュニティ」変人研講演会。
  - 12月7日 『CREDUON』12月号連載開始。

- 2019年　
  - 4月8日　Explaygroundにおけるラボインタビュー掲載。
- 2021年
  - 3月15日　FENICS×変人類学研究所　共催サロン「世界の／で子育て！ー多様な親子関係を知り、肩の力を抜こう」開催。
  - 9月8日　ニッポン放送「戸田恵子のオトナクオリティ」への出演。

- 2022年
  - 6月20日　edumotto企画「カッコつけない本棚」への出演。
  - 9月23日　第一回ヘンポジウム「変人が世界を救う！？」の開催。
- 2023年
  - 5月16日　山陰Panasonicおよび松下政経塾との共同研究が開始。